# Отпаднички режим
Отпаднички режим (отпадничка држава, енгл. Rogue state) је термин који користе неки међународни теоретичари за државе за које се сматра да угрожавају светски мир. То подразумева да испуњавају неке критеријуме као што је влада ауторитативног режима који значајно ограничава људска права, да је оптужена да подржава тероризам, као и да тежи повећању оружја за масовно уништење.
У последњих шест месеци Клинтове администрације, термин је привремено замењен са „држава за забринутост“ (енгл. state of concern), међутим, Бушова администрација се вратила ранијем термину. Влада САД сматра да претња коју ове земље представљају оправдава њену спољну политику и војну иницијативу, као што то случај са антибалистичким пројектилима, за које се очекује да буду повучени због бојазни да ове државе неће бити одвраћене извесношћу одмазде.
Осим појма „отпаднички режими“, САД често користе и појам „осовина зла“. Земље које су најчешће обухваћене овим појмом су Северна Кореја и Иран. Пре него што су га америчке снаге окупирале кроз операцију „Увођења демократије“, овај израз коришћен је и за Ирак под режимом Садама Хусеина. 